# Elizabeth McLaughlin
Elizabeth Sarah McLaughlin mais conhecida como Elizabeth McLaughlin (Morgantown, Virgínia Ocidental,  2 de outubro de 1993) é uma atriz e modelo estadunidense que é mais conhecida por interpretar Lindsay em Ugly Betty e Massie em The Clique, Fazendo também parodias e curta metragens e filmes e fazendo seriados.

## Carreira
Elizabeth começou a ser reconhecida internacionalmente após a interpretação no filme The Clique (2008) no papel de Massie, uma garota rica e convencida que vai ter que conviver com Claire (Ellen Marlow), uma garota que tem que morar na casa de Massie com sua família por seus pais não terem condições de mantê-la.

## Filmografia

### Cinema
| Ano  | Título              | Título BR    | Papel           | Notas           |
| ---- | ------------------- | ------------ | --------------- | --------------- |
| 2006 | Ugly Betty          | Ugly Betty   | Lindsay         | TV              |
| 2008 | The Clique          | Garotas S.A. | Massie Block    | Warner Premiere |
| 2010 | November Christimas |              | Tammy           | TV Movie        |
| 2010 | First Day           |              | Sasha           | TV série        |
| 2011 | Melissa & Joey      |              | Kelsey Moncreif | TV Série        |
| 2011 | Home Game           |              | Julie           | TV movie        |
| 2012 | Rise Again          |              | TBA             |                 |

### Televisão
| Ano           | Título              | Título BR         | Papel             | Notas     |
| ------------- | ------------------- | ----------------- | ----------------- | --------- |
| 2010 presente | Faces of Angels     | Carinhas de Anjos | Massie Black      | JNTV/JMTV |
| 2011          | Betrayal            | Betrayal          | Desconhecido      | TV ABC    |
| 2011          | Dexter              | Dexter            | Doughter of Grant |           |
| 2015          | Pretty Little Liars | Maldosas          | Lesli Stone       |           |